# Voorburg

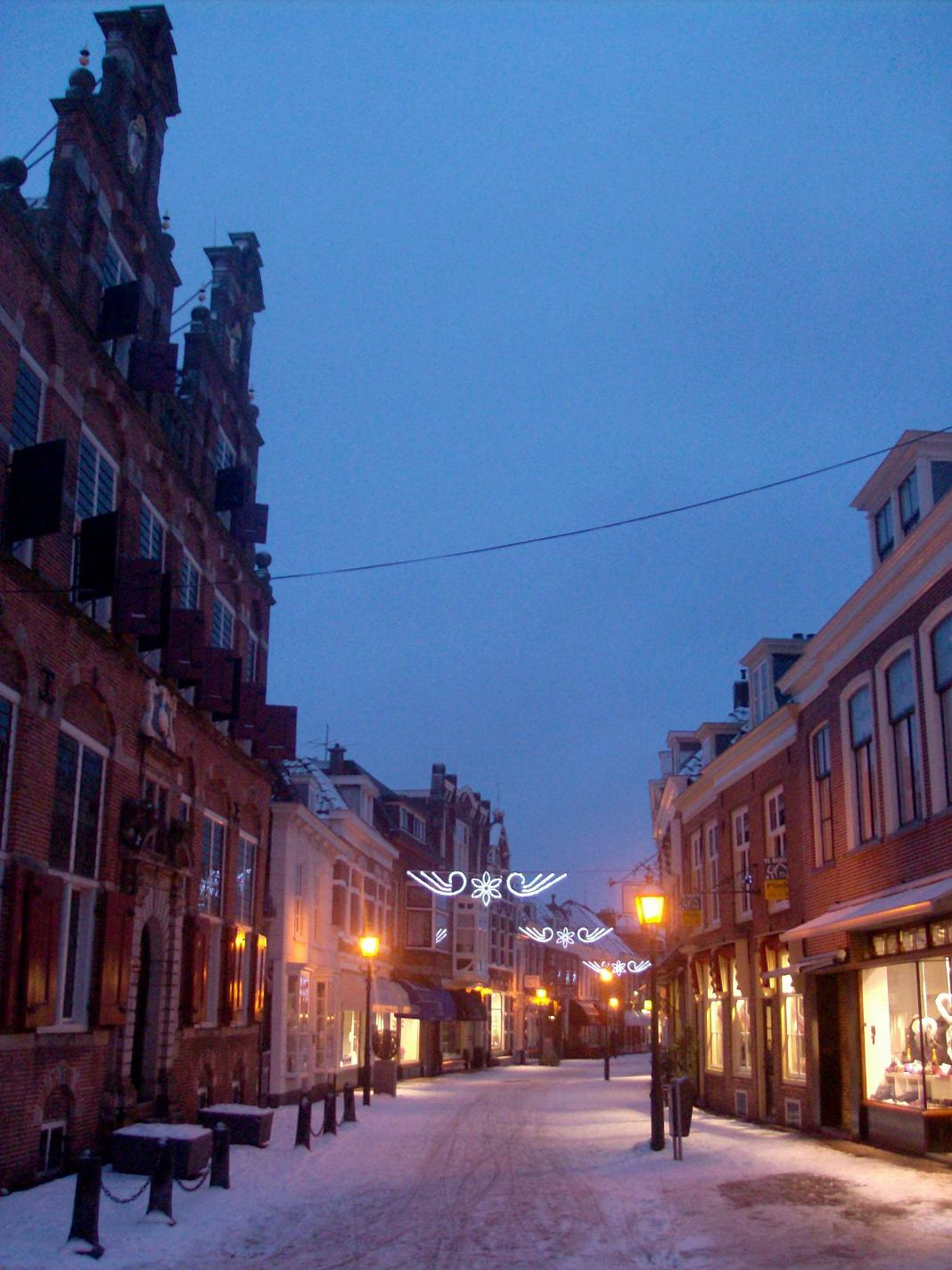
La « Herenstraat » au centre-ville en hiver.

Voorburg est une ville située dans la commune néerlandaise de Leidschendam-Voorburg, dans la province de la Hollande-Méridionale. Le 1er janvier 2007, la ville comptait 39 640 habitants. Leidschendam et Voorburg forment avec Rijswijk la banlieue de La Haye.

## Histoire
Voorburg est située sur l'ancien site romain de Forum Hadriani, chef-lieu de cité du peuple batave des Cananefates. Fondé à la fin du Ier siècle de notre ère, le site fut progressivement abandonné au IIIe siècle du fait des raids saxons et de l'humidification des sols. Il figure sur la carte romaine appelée Table de Peutinger.

### Période romaine
Après l'arrivée des Romains, en 47 ap. J.-C., une liaison entre les estuaires de la Meuse et du Rhin a été creusée par les soldats du général Corbulo. Une partie du Vliet près de Voorburg est probablement un reste de ce canal de Corbulon.
La région était au premier siècle de notre ère, habitée par la tribu des Cananefates. Sur un endroit quelque peu élevé où se trouve maintenant le parc Arentsburgh, il y avait un établissement indigène. Une bourgade y fut fondée par les Romains. Comme on peut le voir d'après le nom Forum Hadriani (forum = place du marché), c'était un lieu de commerce auquel l'empereur Hadrien qui, lors de son voyage à travers cette région en 121 après J.-C., y a laissé son nom.
Vers l'an 161, la ville reçut un autre nom : Municipium Aelium Cananefatium, la capitale de la région des Cananefates.
Des découvertes de plans de maisons et de poteries montrent que les habitants de la ville étaient en partie des Cananefates romanisés, des habitants indigènes qui avaient adopté une grande partie de la culture romaine.
Vers l'an 270 la population quitta cette ville. Jusqu'au XVIe siècle, des vestiges de bâtiments en pierre devaient être visibles sur le site entre le domaine de Hoekenburg (nl) et la Diaconessenziekenhuis, où se trouvait l'une des deux plus anciennes villes aux Pays-Bas ayant des privilèges de tenir un marché.
Voorburg a été une commune indépendante jusqu'au 1er janvier 2002. À cette date, elle fusionne avec Leidschendam pour former la nouvelle commune de Leidschendam-Voorburg.

### Moyen Âge
Plus de cinq cents ans après l'occupation romaine, on retrouve la plus ancienne mention de Foreburg dans une liste de biens de l'église d'Utrecht conservée entre 777 et 866. Au Moyen Âge, Voorburg appartenait aux familles Van Wassenaar et De Ligne en tant qu'amt.
La ville de Delft posséda le manoir de 1615 à 1828. Le maître des lieux nommait des personnes à des postes importants et contrôlait les deniers municipaux. En 1828, le conseil du village de Voorburg acheta ces droits d'importance et devint seigneur et maître de sa propre maison.
Parce qu'elle était proche du centre national du gouvernement, Voorburg est devenue un lieu où des citoyens importants et riches possédaient leur résidence de campagne.
Le philosophe Baruch Spinoza a vécu dans cette ville où il rédigea, de 1665 à 1670 le "Traité théologico-politique". 

Le célèbre astronome Christian Huygens a également résidé à Voorburg. Le père de ce dernier, l'homme d'État Constantijn Huygens y fit construire son jardin d'agrément Hofwijck (nl). Aujourd'hui c'est un musée. Au XIXe siècle, la princesse Marianne d'Orange-Nassau vivait dans le domaine rural de Rusthof, aujourd'hui disparu. L'homme d'État Guillaume Groen van Prinsterer est né dans la maison Vreugd en Rust (propriété) (nl). Jusqu'en 2000, les domaines d'Arentsburgh (nl) et de Hoekenburg abritaient ensemble l'Institut chrétienne Effatha (nl) pour les sourds.
En plus des domaines ruraux avec leurs beaux parcs, auxquels Voorburg doit en grande partie sa verdure, il y avait un grand nombre de fermes dans les polders autour du centre du village. À l'exception des fermes encore existantes de West-Duyvesteijn et d'Essesteijn, aujourd'hui un zoo pour enfants, elles ont toutes disparu pour faire place à des zones résidentielles.

### De 1900 à nos jours
Sous la pression des tentatives d'annexion à La Haye (la zone industrielle de Binckhorst a été ajoutée à La Haye en 1907), la construction de logements a vigoureusement repris à Voorburg depuis le début du XXe siècle.
Voorburg a commencé à se développer fortement entre 1899 et 1908. À partir de 1899 (Westeinde), les zones autour des propriétés de campagne Vronestein et Leeuwenstein (1905), le jardin de Rusthof (1906) et Middenburg (1907) ont été construites à l'aide de plans de construction et de rues. En 1908, les extensions entre le Vliet et le Broeksloot ont suivi près de l'ancienne église de Voorburg. Ensuite, le propriétaire de la ferme d' Oostenburg a vendu sa terre. Après l'autorisation du conseil municipal, la construction de maisons sur ce qu'on appelle maintenant Laan van Oostenburg a commencé sur l'ancienne allée de la ferme qui commençait à l' Achterweg/Parkweg et se poursuivait jusqu'à la ferme sur le Broeksloot. La plupart des maisons ont été construites entre 1909 et 1912 et constituent donc la plus ancienne série de maisons en dehors du centre du village, situé autour de la Herenstraat. L'ancienne ferme d' Oostenburg a été démolie en 1933.[3]
Dans les années 50, un nouveau centre a été conçu autour de la Koningin Julianaplein (place de la reine Juliana) et vers 1975, le dernier nouveau quartier résidentiel Essesteijn a été achevé. Pendant cette période, principalement des appartements-galeries ont été construits.
Voorburg était une municipalité indépendante de la Hollande méridionale du XIXe siècle jusqu'en 2002; elle a fusionné avec la municipalité de Leidschendam en 2002. Le nom proposé de la nouvelle municipalité Vlietstede n'a pas été retenu.

## Personnalités nées à Voorburg
- Anna Barbara van Meerten-Schilperoort (1778-1853), militante des droits des femmes.
- Hans Bruggeman (1927-2016), homme politique.
- Gerben Karstens (1942-2022), coureur cycliste néerlandais.
- Job Bovelander (1990-), acteur, chanteur et auteur-compositeur-interprète.
- Dylan van Baarle (1992-), coureur cycliste.
- Jelmer Ouwerkerk (1994-), acteur et producteur.
- Nabil Haryouli (1999-), kick-boxeur et pratiquant d'arts martiaux mixtes (MMA) néerlando-marocain.